# Anticorpi anti-HLA
Gli anticorpi anti-HLA sono anticorpi anti-leucocitari, diretti contro MHC di classe I e classe II, cioè antigeni leucocitari umani (HLA, Human Leukocyte Antigens), proteine presenti sulla membrana di tutte le cellule dell'organismo, esclusi i globuli rossi. 
L'espressione degli antigeni HLA dipende dai geni HLA ereditati da ciascun individuo: sul cromosoma 6 sono presenti più di 200 geni che costituiscono la famiglia dei geni HLA.
La presenza di anticorpi anti-HLA costituisce un problema di sempre maggior rilevanza clinica visto il crescente numero di pazienti onco-ematologici candidati a chemioterapia intensiva, o trapianto di cellule midollari.  Fra gli emocomponenti ad uso trasfusionale, il plasma rappresenta il principale responsabile della TRALI (Transfusion-Related Acute Lung Injury), la principale causa di mortalità trasfusionale, nel caso in cui contenga anticorpi anti-leucocitari.

## Patogenesi
Un individuo può presentare anticorpi circolanti diretti contro molecole HLA dovuti a precedenti immunizzazioni in seguito a trasfusioni, gravidanze, aborti e pregressi trapianti di organi e/o tessuti.
Più del 30% dei pazienti in lista d’attesa per trapianto di rene per insufficienza renale cronica presentano anticorpi anti-HLA, in quanto la carenza di eritropoietina li costringe a dipendere da trasfusioni ricorrenti.

## Ruolo nella chirurgia dei trapianti
Il livello di sensibilizzazione nei confronti delle molecole HLA viene stimato con il PRA (Panel Reactive Antibody) che definisce quale è la percentuale dei potenziali donatori di organo riconosciuta dagli anticorpi anti-HLA presenti nel paziente.
L'iperimmunizzazione anti-HLA è il fattore maggiormente responsabile della reazione acuta da rigetto al trapianto.

## Ruolo nella medicina trasfusionale
La AABB (ex American Association of Blood Banks) ha raccomandato che le banche del sangue inviino al frazionamento industriale gli emocomponenti ad alto volume di plasma provenienti da donatrici donne, invece che destinarli alla trasfusione, a causa del rischio più elevato di TRALI.
Dal 1 aprile 2011 i servizi trasfusionali in Italia hanno iniziato ad impiegare per uso clinico solo plasma proveniente da donatori di sesso maschile, o da donatrici nulligravide che non hanno mai ricevuto trasfusioni di emocomponenti. I donatori con presenza accertata di anticorpi anti HLA e/o anti HNA, o direttamente implicati in casi di TRALI, sono esclusi dalla donazione di sangue intero e di emocomponenti ad uso clinico; possono invece donare plasma dedicato alla produzione di medicinali plasmaderivati ottenuti attraverso frazionamento.